# علی ظهراب زاده
علی ظهراب زاده (زادهٔ ۲۷ مرداد ۱۳۷۶) دوچرخه‌سوار اهل ایران است. وی عضو تیم ملی ایران در بخش دوچرخه‌سواری کوهستان نیز می باشد.

## فعالیت[۵][۶]
- نقره قهرمانی آسیا سال ۲۰۱۹ لبنان[۷][۸]
- برنز آسیا در سال ۲۰۱۹ لبنان[۹][۱۰]
- جایگاه سوم مسابقات بین‌المللی کلاس ۲۰۱۹
- سه سال قهرمانی کشور رده امید از سال ۹۶ تا ۹۸
- دوسال قهرمانی کشور جوانان سال ۹۳ تا ۹۴
- قهرمان قهرمانان کشور در سال ۹۴